# Saint-Jean-du-Pin
 Saint-Jean-du-Pin  es una población y comuna francesa, situada en la región de Languedoc-Rosellón, departamento de Gard, en el distrito de Alès y cantón de Alès-Ouest.

## Demografía
| 779 | 790 | 847 | 1131 | 1231 | 1219 |
| Para los censos de 1962 a 1999 la población legal corresponde a la población sin duplicidades (Fuente: INSEE [Consultar]) |     |     |      |      |      |

Forma parte de la aglomeración urbana de Alès.